# Capacidad aeróbica
La Capacidad aeróbica  se define como la capacidad del organismo (corazón, vasos sanguíneos y pulmones) para funcionar eficientemente y llevar actividades sostenidas con un poco de esfuerzo, poca fatiga, y con una recuperación rápida (ejercicio aeróbico). 
Fisiológicamente, es la habilidad de producir un trabajo utilizando oxígeno como combustible.  

## Formas para el desarrollo de la capacidad aeróbica

### Carrera Continua
También llamada ritmo sostenido porque no existe interrupción del esfuerzo, debido a que la intensidad es relativamente baja y el tiempo de trabajo es prolongado. Se caracteriza por:
- El esfuerzo es continuo sin alteración de la intensidad.
- La duración es larga.
- La intensidad es baja.
- No hay recuperación durante el esfuerzo.
- La frecuencia cardíaca está comprendida entre 140 y 160 pulsaciones por minuto.
- La recuperación del esfuerzo es total.

### Ritmo variado ofartlek
Llamado también juego de velocidad, ya que la intensidad y la velocidad de la actividad realizada varían constantemente, porque el esfuerzo total se divide en esfuerzos fraccionados dependiendo de la variación de la velocidad, tiempo a utilizar, intensidad de los esfuerzos y de la recuperación entre los esfuerzos. Se caracteriza por:
- La intensidad del esfuerzo es variable.
- Se combina la distancia, la velocidad, tiempo y la inclinación de la superficie.
- Se alteran las intensidades del trabajo (altas medias y bajas).
- El ritmo cardíaco puede variar entre 120 a 200 pulsaciones por minuto.
- La recuperación es total después del esfuerzo o incompleta durante los ejercicios de baja intensidad.

### Intervalo
Se caracteriza por fraccionar los esfuerzos, es decir, el sujeto debe correr una distancia igual o mayor a la del objetivo propuesto con una intensidad superior a la que es capaz de sostener.
- La suma de los esfuerzos se realiza en forma fraccionada.
- Hay una recuperación incompleta, el individuo indica los esfuerzos cuando sus pulsaciones llegan a 110 o 120 por minuto.
- Al finalizar los esfuerzos las pulsaciones deben estar entre 160 y 180 pulsaciones por minuto.
- Desarrolla los niveles más elevados de la resistencia aeróbica.
- La forma de recuperación generalmente es caminando, aunque también puede ser trotando.
- La duración del esfuerzo es larga.

La capacidad aeróbica recomendada para los adultos es de 60 a 100 pulsaciones.